# Апциаури, Владимир Степанович
Влади́мир Степа́нович Апциау́ри (груз. ვლადიმერ სტეფანეს ძე აფციაური; 4 февраля 1962, село Манглиси, Грузинская ССР — 17 мая 2012) — советский грузинский фехтовальщик на рапирах. Заслуженный мастер спорта СССР (1984).
Выступал за «Динамо» (Тбилиси). С 1998 года в течение восьми лет возглавлял сборную Кувейта по фехтованию, пять раз приводил её к победе в первенстве арабских стран. По возвращении на родину занимал должность вице-президента Федерации фехтования Грузии.

## Достижения
- Чемпион Олимпийских игр 1988 (командная рапира)
- Чемпион мира 1982 в командном первенстве по фехтованию на рапирах
- Чемпион СССР 1984